# Within Every Woman
Within Every Woman es un cortometraje documental de la directora canadiense Tiffany Hsiung. En él se describen los crímenes de guerra cometidos por el Ejército Imperial Japonés durante la Segunda Guerra Mundial en Asia con la violación sistemática de más de 200.000 niñas de entre nueve y veinte años de Corea, Filipinas, Indonesia y China al someterlas a esclavitud sexual militar. Estas atrocidades y crímenes de guerra ocurrieron entre 1931 y 1945; sin embargo, el gobierno japonés no ha ofrecido una disculpa oficial hasta la fecha y todavía muchas de las sobrevivientes siguen ocultando su historia.
El proyecto se inició en 2008, con un viaje de Hsiung a la China rural, Filipinas y Corea del Sur para conocer y documentar la historia del mayor sistema de violación institucionalizada del mundo, las mujeres de consuelo, hoy conocidas como "las Abuelas", todas ellas mayores de 80 años. Este documental muestra los complejos procesos de sanación de estas mujeres que han tenido que vivir sus vidas sin el reconocimiento de las atrocidades que sufrieron.

## Festival Internacional de Cine Documental de Canadá Hot Docs y campaña Kickstarter
El documental Within Every Woman fue seleccionado para participar en el Festival Internacional de Cine Documental de Canadá Hot Docs  de 2011. Posteriormente se inició una campaña en Kickstarter para atraer a una audiencia más amplia y promocionar el documental para hacer una película. Gracias a esta campaña, 590 patrocinadores contribuyeron con más de 56.000 dólares en fondos de ayuda para que el proyecto se pudiera realizar, convirtiéndose en una de las 100 campañas con más éxito en Kickstarter hasta la fecha.